# Kostrok
Kostrok és un duo de disc jockeys valencians, format per José Martí i Adrián Lurbe Quilis. Començà punxant en alguns dels festivals més importants d'Europa, compartint escenari amb artistes com Skrillex, Felix da House Cat o Crystal Fighters. A començaments del 2012 iniciaren la producció del seu àlbum debut i, després de sis mesos de treball a l'estudi de gravació publicaren el seu primer senzill «Right Now», que fou difós en ràdios espanyoles i europees, apareixent en diverses llistes d'èxits. Aquesta cançó també fou escollida per a l'anunci dels Playoffs de la NBA i emesa per tota Amèrica Llatina. Kostrok rebé una nominació als Vicious Music Awards al Millor Artista Electro / Dubstep de l'any 2013.

## Senzills
- «Right Now» (#51 en iTunes España i #36 en la Spanish Top 50 Airplay Chart)[6][7]